# Levi-Tanzi (famiglia)

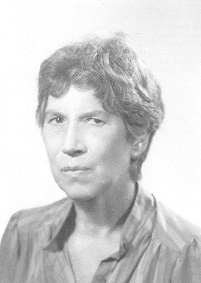
Natalia Levi Ginzburg (1916 - 1991), colei che descrisse accuratamente tutta la famiglia Levi-Tanzi nel Lessico famigliare del 1963.

La famiglia dei Levi-Tanzi di Torino è un'importante famiglia ebraica di antichi banchieri imparentata con gli Olivetti di Ivrea e, per mezzo di Carlo Levi, con l'altrettanto storica famiglia Treves e con i Levi Civita.

## Albero genealogico
La gran parte delle informazioni sulla famiglia Levi-Tanzi deriva direttamente dall'opera Lessico famigliare del 1963, con la quale Natalia Levi Ginzburg vinse il Premio Strega nello stesso anno. Vi sono poi altre fonti minori.
La famiglia Levi-Tanzi è il frutto dell'intreccio della famiglia di Giuseppe Levi, uno scienziato e medico di proveniente da un'antica famiglia di banchieri ebrei di origine giuliana, e la famiglia dell'illustre psichiatra Eugenio Tanzi, di cui Giuseppe Levi stesso fu assistente tra il 1897 e il 1898 presso la Clinica di Malattie Nervose e Mentali a Firenze, diretta dal Tanzi stesso.
In grassetto sono sottolineate le persone più importanti e famose.
|  |  | | | | | | |  |  |                          |                          |                          |                          |                                                   |                                                   |                                                   |                                                   |                                                   |                                                   |                                                  |                                                  | | | | | | | | | | |                     |                     | | | | | | |                               |                               |                               |                               |                               |                               |                                                       |                                                       |                                                       |                                                       |                                                       |                                                       |                                        |                                        |                                                        |                                                        |                                                        |                                                        |                                                        |                                                        |                                                   |                                                   |  |  | | | | | | |  |  |  |  |                 |  |  |  |  |  |  |  |  |  |  |  |  |  |  |  |  |  |  |  |  |  |
|  |  | Emma Levi | | | | | |  |  |                          |                          |                          |                          |                                                   |                                                   |                                                   |                                                   |                                                   |                                                   |                                                  |                                                  | | | | | | | | | | |                     |                     | | | | | | |                               |                               |                               |                               |                               |                               |                                                       |                                                       |                                                       |                                                       |                                                       |                                                       |                                        |                                        |                                                        |                                                        |                                                        |                                                        |                                                        |                                                        |                                                   |                                                   |  |  | | | | | | |  |  |  |  |                 |  |  |  |  |  |  |  |  |  |  |  |  |  |  |  |  |  |  |  |  |  |
|  |  | | | | | | |  |  |                          |                          |                          |                          |                                                   |                                                   |                                                   |                                                   |                                                   |                                                   |                                                  |                                                  | | | | | | | | | | |                     |                     | | | | | | |                               |                               |                               |                               |                               |                               |                                                       |                                                       |                                                       |                                                       |                                                       |                                                       |                                        |                                        |                                                        |                                                        |                                                        |                                                        |                                                        |                                                        |                                                   |                                                   |  |  | | | | | | |  |  |  |  |                 |  |  |  |  |  |  |  |  |  |  |  |  |  |  |  |  |  |  |  |  |  |
|  |  | Margherita Sarfatti (1880 - 1961) Critica d'arte e giornalista *Musa e amante di Benito Mussolini fino a metà degli anni '30 | Margherita Sarfatti (1880 - 1961) Critica d'arte e giornalista *Musa e amante di Benito Mussolini fino a metà degli anni '30 | Margherita Sarfatti (1880 - 1961) Critica d'arte e giornalista *Musa e amante di Benito Mussolini fino a metà degli anni '30 | Margherita Sarfatti (1880 - 1961) Critica d'arte e giornalista *Musa e amante di Benito Mussolini fino a metà degli anni '30 | Margherita Sarfatti (1880 - 1961) Critica d'arte e giornalista *Musa e amante di Benito Mussolini fino a metà degli anni '30 | Margherita Sarfatti (1880 - 1961) Critica d'arte e giornalista *Musa e amante di Benito Mussolini fino a metà degli anni '30 |  |  |                          |                          |                          |                          | Emma Perugia                                      | Emma Perugia                                      | Emma Perugia                                      | Emma Perugia                                      | Emma Perugia                                      | Emma Perugia                                      |                                                  |                                                  | Michele Levi | Michele Levi | Michele Levi | Michele Levi | Michele Levi | Michele Levi | | | | |                     |                     | | | | | Carlo Tanzi | Carlo Tanzi | Carlo Tanzi                   | Carlo Tanzi                   | Carlo Tanzi                   | Carlo Tanzi                   |                               |                               | Eugenio Tanzi (1856 - 1934) Psichiatra                | Eugenio Tanzi (1856 - 1934) Psichiatra                | Eugenio Tanzi (1856 - 1934) Psichiatra                | Eugenio Tanzi (1856 - 1934) Psichiatra                | Eugenio Tanzi (1856 - 1934) Psichiatra                | Eugenio Tanzi (1856 - 1934) Psichiatra                |                                        |                                        |                                                        |                                                        |                                                        |                                                        |                                                        |                                                        |                                                   |                                                   |  |  | | | | | | |  |  |  |  |                 |  |  |  |  |  |  |  |  |  |  |  |  |  |  |  |  |  |  |  |  |  |
|  |  | Margherita Sarfatti (1880 - 1961) Critica d'arte e giornalista *Musa e amante di Benito Mussolini fino a metà degli anni '30 | Margherita Sarfatti (1880 - 1961) Critica d'arte e giornalista *Musa e amante di Benito Mussolini fino a metà degli anni '30 | Margherita Sarfatti (1880 - 1961) Critica d'arte e giornalista *Musa e amante di Benito Mussolini fino a metà degli anni '30 | Margherita Sarfatti (1880 - 1961) Critica d'arte e giornalista *Musa e amante di Benito Mussolini fino a metà degli anni '30 | Margherita Sarfatti (1880 - 1961) Critica d'arte e giornalista *Musa e amante di Benito Mussolini fino a metà degli anni '30 | Margherita Sarfatti (1880 - 1961) Critica d'arte e giornalista *Musa e amante di Benito Mussolini fino a metà degli anni '30 |  |  |                          |                          |                          |                          | Emma Perugia                                      | Emma Perugia                                      | Emma Perugia                                      | Emma Perugia                                      | Emma Perugia                                      | Emma Perugia                                      |                                                  |                                                  | Michele Levi | Michele Levi | Michele Levi | Michele Levi | Michele Levi | Michele Levi | | | | |                     |                     | | | | | Carlo Tanzi | Carlo Tanzi | Carlo Tanzi                   | Carlo Tanzi                   | Carlo Tanzi                   | Carlo Tanzi                   |                               |                               | Eugenio Tanzi (1856 - 1934) Psichiatra                | Eugenio Tanzi (1856 - 1934) Psichiatra                | Eugenio Tanzi (1856 - 1934) Psichiatra                | Eugenio Tanzi (1856 - 1934) Psichiatra                | Eugenio Tanzi (1856 - 1934) Psichiatra                | Eugenio Tanzi (1856 - 1934) Psichiatra                |                                        |                                        |                                                        |                                                        |                                                        |                                                        |                                                        |                                                        |                                                   |                                                   |  |  | | | | | | |  |  |  |  |                 |  |  |  |  |  |  |  |  |  |  |  |  |  |  |  |  |  |  |  |  |  |
|  |  | | | | | | |  |  |                          |                          |                          |                          |                                                   |                                                   |                                                   |                                                   |                                                   |                                                   |                                                  |                                                  | | | | | | | | | | |                     |                     | | | | | | |                               |                               |                               |                               |                               |                               |                                                       |                                                       |                                                       |                                                       |                                                       |                                                       |                                        |                                        |                                                        |                                                        |                                                        |                                                        |                                                        |                                                        |                                                   |                                                   |  |  | | | | | | |  |  |  |  |                 |  |  |  |  |  |  |  |  |  |  |  |  |  |  |  |  |  |  |  |  |  |
|  |  | | | | | | |  |  |                          |                          |                          |                          |                                                   |                                                   |                                                   |                                                   |                                                   |                                                   |                                                  |                                                  | | | | | | | | | | |                     |                     | | | | | | |                               |                               |                               |                               |                               |                               |                                                       |                                                       |                                                       |                                                       |                                                       |                                                       |                                        |                                        |                                                        |                                                        |                                                        |                                                        |                                                        |                                                        |                                                   |                                                   |  |  | | | | | | |  |  |  |  |                 |  |  |  |  |  |  |  |  |  |  |  |  |  |  |  |  |  |  |  |  |  |
|  |  | | | | | | |  |  |                          |                          |                          |                          | Cesare Levi (1874 - 1926) Critico cinematografico | Cesare Levi (1874 - 1926) Critico cinematografico | Cesare Levi (1874 - 1926) Critico cinematografico | Cesare Levi (1874 - 1926) Critico cinematografico | Cesare Levi (1874 - 1926) Critico cinematografico | Cesare Levi (1874 - 1926) Critico cinematografico |                                                  |                                                  | Giuseppe Levi (1872 - 1965) Scienziato e medico * Professore dei tre premi Nobel: Rita Levi-Montalcini, Renato Dulbecco e Salvatore Luria | Giuseppe Levi (1872 - 1965) Scienziato e medico * Professore dei tre premi Nobel: Rita Levi-Montalcini, Renato Dulbecco e Salvatore Luria | Giuseppe Levi (1872 - 1965) Scienziato e medico * Professore dei tre premi Nobel: Rita Levi-Montalcini, Renato Dulbecco e Salvatore Luria | Giuseppe Levi (1872 - 1965) Scienziato e medico * Professore dei tre premi Nobel: Rita Levi-Montalcini, Renato Dulbecco e Salvatore Luria | Giuseppe Levi (1872 - 1965) Scienziato e medico * Professore dei tre premi Nobel: Rita Levi-Montalcini, Renato Dulbecco e Salvatore Luria  | Giuseppe Levi (1872 - 1965) Scienziato e medico * Professore dei tre premi Nobel: Rita Levi-Montalcini, Renato Dulbecco e Salvatore Luria  | | | Lidia Tanzi | Lidia Tanzi | Lidia Tanzi         | Lidia Tanzi         | Lidia Tanzi | Lidia Tanzi | | | Silvio Tanzi (1879 - 1909) | Silvio Tanzi (1879 - 1909) | Silvio Tanzi (1879 - 1909)    | Silvio Tanzi (1879 - 1909)    | Silvio Tanzi (1879 - 1909)    | Silvio Tanzi (1879 - 1909)    |                               |                               | Drusilla Tanzi (1885 - 1963)                          | Drusilla Tanzi (1885 - 1963)                          | Drusilla Tanzi (1885 - 1963)                          | Drusilla Tanzi (1885 - 1963)                          | Drusilla Tanzi (1885 - 1963)                          | Drusilla Tanzi (1885 - 1963)                          |                                        |                                        | Eugenio Montale (1896 - 1981) Scrittore e poeta        | Eugenio Montale (1896 - 1981) Scrittore e poeta        | Eugenio Montale (1896 - 1981) Scrittore e poeta        | Eugenio Montale (1896 - 1981) Scrittore e poeta        | Eugenio Montale (1896 - 1981) Scrittore e poeta        | Eugenio Montale (1896 - 1981) Scrittore e poeta        |                                                   |                                                   |  |  | | | | | | |  |  |  |  |                 |  |  |  |  |  |  |  |  |  |  |  |  |  |  |  |  |  |  |  |  |  |
|  |  | | | | | | |  |  |                          |                          |                          |                          | Cesare Levi (1874 - 1926) Critico cinematografico | Cesare Levi (1874 - 1926) Critico cinematografico | Cesare Levi (1874 - 1926) Critico cinematografico | Cesare Levi (1874 - 1926) Critico cinematografico | Cesare Levi (1874 - 1926) Critico cinematografico | Cesare Levi (1874 - 1926) Critico cinematografico |                                                  |                                                  | Giuseppe Levi (1872 - 1965) Scienziato e medico * Professore dei tre premi Nobel: Rita Levi-Montalcini, Renato Dulbecco e Salvatore Luria | Giuseppe Levi (1872 - 1965) Scienziato e medico * Professore dei tre premi Nobel: Rita Levi-Montalcini, Renato Dulbecco e Salvatore Luria | Giuseppe Levi (1872 - 1965) Scienziato e medico * Professore dei tre premi Nobel: Rita Levi-Montalcini, Renato Dulbecco e Salvatore Luria | Giuseppe Levi (1872 - 1965) Scienziato e medico * Professore dei tre premi Nobel: Rita Levi-Montalcini, Renato Dulbecco e Salvatore Luria | Giuseppe Levi (1872 - 1965) Scienziato e medico * Professore dei tre premi Nobel: Rita Levi-Montalcini, Renato Dulbecco e Salvatore Luria  | Giuseppe Levi (1872 - 1965) Scienziato e medico * Professore dei tre premi Nobel: Rita Levi-Montalcini, Renato Dulbecco e Salvatore Luria  | | | Lidia Tanzi | Lidia Tanzi | Lidia Tanzi         | Lidia Tanzi         | Lidia Tanzi | Lidia Tanzi | | | Silvio Tanzi (1879 - 1909) | Silvio Tanzi (1879 - 1909) | Silvio Tanzi (1879 - 1909)    | Silvio Tanzi (1879 - 1909)    | Silvio Tanzi (1879 - 1909)    | Silvio Tanzi (1879 - 1909)    |                               |                               | Drusilla Tanzi (1885 - 1963)                          | Drusilla Tanzi (1885 - 1963)                          | Drusilla Tanzi (1885 - 1963)                          | Drusilla Tanzi (1885 - 1963)                          | Drusilla Tanzi (1885 - 1963)                          | Drusilla Tanzi (1885 - 1963)                          |                                        |                                        | Eugenio Montale (1896 - 1981) Scrittore e poeta        | Eugenio Montale (1896 - 1981) Scrittore e poeta        | Eugenio Montale (1896 - 1981) Scrittore e poeta        | Eugenio Montale (1896 - 1981) Scrittore e poeta        | Eugenio Montale (1896 - 1981) Scrittore e poeta        | Eugenio Montale (1896 - 1981) Scrittore e poeta        |                                                   |                                                   |  |  | | | | | | |  |  |  |  |                 |  |  |  |  |  |  |  |  |  |  |  |  |  |  |  |  |  |  |  |  |  |
|  |  | | | | | | |  |  |                          |                          |                          |                          |                                                   |                                                   |                                                   |                                                   |                                                   |                                                   |                                                  |                                                  | | | | | | | | | | |                     |                     | | | | | | |                               |                               |                               |                               |                               |                               |                                                       |                                                       |                                                       |                                                       |                                                       |                                                       |                                        |                                        |                                                        |                                                        |                                                        |                                                        |                                                        |                                                        |                                                   |                                                   |  |  | | | | | | |  |  |  |  |                 |  |  |  |  |  |  |  |  |  |  |  |  |  |  |  |  |  |  |  |  |  |
|  |  | | | | | | |  |  |                          |                          |                          |                          |                                                   |                                                   |                                                   |                                                   |                                                   |                                                   |                                                  |                                                  | | | | | | | | | | |                     |                     | | | | | | |                               |                               |                               |                               |                               |                               |                                                       |                                                       |                                                       |                                                       |                                                       |                                                       |                                        |                                        |                                                        |                                                        |                                                        |                                                        |                                                        |                                                        |                                                   |                                                   |  |  | Famiglia Olivetti | | | | | |  |  |  |  |                 |  |  |  |  |  |  |  |  |  |  |  |  |  |  |  |  |  |  |  |  |  |
|  |  | | | | | | |  |  |                          |                          |                          |                          |                                                   |                                                   |                                                   |                                                   |                                                   |                                                   |                                                  |                                                  | | | | | | | | | | |                     |                     | | | | | | |                               |                               |                               |                               |                               |                               |                                                       |                                                       |                                                       |                                                       |                                                       |                                                       |                                        |                                        |                                                        |                                                        |                                                        |                                                        |                                                        |                                                        |                                                   |                                                   |  |  | | | | | | |  |  |  |  |                 |  |  |  |  |  |  |  |  |  |  |  |  |  |  |  |  |  |  |  |  |  |
|  |  | | | | | | |  |  |                          |                          |                          |                          |                                                   |                                                   |                                                   |                                                   |                                                   |                                                   |                                                  |                                                  | | | | | | | | | | |                     |                     | | | | | | |                               |                               |                               |                               |                               |                               |                                                       |                                                       |                                                       |                                                       |                                                       |                                                       |                                        |                                        |                                                        |                                                        |                                                        |                                                        |                                                        |                                                        |                                                   |                                                   |  |  | | | | | | |  |  |  |  |                 |  |  |  |  |  |  |  |  |  |  |  |  |  |  |  |  |  |  |  |  |  |
|  |  | Jeanne Modigliani (1918 - 1984)                                                                                              | Jeanne Modigliani (1918 - 1984)                                                                                              | Jeanne Modigliani (1918 - 1984)                                                                                              | Jeanne Modigliani (1918 - 1984)                                                                                              | Jeanne Modigliani (1918 - 1984)                                                                                              | Jeanne Modigliani (1918 - 1984)                                                                                              |  |  | Mario Levi (1905 - 1973) | Mario Levi (1905 - 1973) | Mario Levi (1905 - 1973) | Mario Levi (1905 - 1973) | Mario Levi (1905 - 1973)                          | Mario Levi (1905 - 1973)                          |                                                   |                                                   | Alberto Levi (1909 - 1969) Medico e sindacalista  | Alberto Levi (1909 - 1969) Medico e sindacalista  | Alberto Levi (1909 - 1969) Medico e sindacalista | Alberto Levi (1909 - 1969) Medico e sindacalista | Alberto Levi (1909 - 1969) Medico e sindacalista                                                                                          | Alberto Levi (1909 - 1969) Medico e sindacalista                                                                                          | | | Gino Levi Martinoli (1901 - 1996) Dirigente * Direttore tecnico della Olivetti, A.D. dell'Agip Nucleare * Fondatore e direttore del CENSIS | Gino Levi Martinoli (1901 - 1996) Dirigente * Direttore tecnico della Olivetti, A.D. dell'Agip Nucleare * Fondatore e direttore del CENSIS | Gino Levi Martinoli (1901 - 1996) Dirigente * Direttore tecnico della Olivetti, A.D. dell'Agip Nucleare * Fondatore e direttore del CENSIS | Gino Levi Martinoli (1901 - 1996) Dirigente * Direttore tecnico della Olivetti, A.D. dell'Agip Nucleare * Fondatore e direttore del CENSIS | Gino Levi Martinoli (1901 - 1996) Dirigente * Direttore tecnico della Olivetti, A.D. dell'Agip Nucleare * Fondatore e direttore del CENSIS | Gino Levi Martinoli (1901 - 1996) Dirigente * Direttore tecnico della Olivetti, A.D. dell'Agip Nucleare * Fondatore e direttore del CENSIS |                     |                     | Natalia Ginzburg (1916 - 1991) Scrittrice e deputata *Rifiutò la pubblicazione per Einaudi di Se questo è un uomo di Primo Levi | Natalia Ginzburg (1916 - 1991) Scrittrice e deputata *Rifiutò la pubblicazione per Einaudi di Se questo è un uomo di Primo Levi | Natalia Ginzburg (1916 - 1991) Scrittrice e deputata *Rifiutò la pubblicazione per Einaudi di Se questo è un uomo di Primo Levi | Natalia Ginzburg (1916 - 1991) Scrittrice e deputata *Rifiutò la pubblicazione per Einaudi di Se questo è un uomo di Primo Levi | Natalia Ginzburg (1916 - 1991) Scrittrice e deputata *Rifiutò la pubblicazione per Einaudi di Se questo è un uomo di Primo Levi | Natalia Ginzburg (1916 - 1991) Scrittrice e deputata *Rifiutò la pubblicazione per Einaudi di Se questo è un uomo di Primo Levi |                               |                               |                               |                               |                               |                               | Leone Ginzburg (1909 - 1944) Letterato e antifascista | Leone Ginzburg (1909 - 1944) Letterato e antifascista | Leone Ginzburg (1909 - 1944) Letterato e antifascista | Leone Ginzburg (1909 - 1944) Letterato e antifascista | Leone Ginzburg (1909 - 1944) Letterato e antifascista | Leone Ginzburg (1909 - 1944) Letterato e antifascista |                                        |                                        | Paola Levi Olivetti (? - 1986)                         | Paola Levi Olivetti (? - 1986)                         | Paola Levi Olivetti (? - 1986)                         | Paola Levi Olivetti (? - 1986)                         | Paola Levi Olivetti (? - 1986)                         | Paola Levi Olivetti (? - 1986)                         |                                                   |                                                   |  |  | Adriano Olivetti (1901 - 1960) Imprenditore e politico * Direttore della Olivetti dal 1932 Fondatore del Movimento Comunità | Adriano Olivetti (1901 - 1960) Imprenditore e politico * Direttore della Olivetti dal 1932 Fondatore del Movimento Comunità | Adriano Olivetti (1901 - 1960) Imprenditore e politico * Direttore della Olivetti dal 1932 Fondatore del Movimento Comunità | Adriano Olivetti (1901 - 1960) Imprenditore e politico * Direttore della Olivetti dal 1932 Fondatore del Movimento Comunità | Adriano Olivetti (1901 - 1960) Imprenditore e politico * Direttore della Olivetti dal 1932 Fondatore del Movimento Comunità | Adriano Olivetti (1901 - 1960) Imprenditore e politico * Direttore della Olivetti dal 1932 Fondatore del Movimento Comunità |  |  |  |  |                 |  |  |  |  |  |  |  |  |  |  |  |  |  |  |  |  |  |  |  |  |  |
|  |  | Jeanne Modigliani (1918 - 1984)                                                                                              | Jeanne Modigliani (1918 - 1984)                                                                                              | Jeanne Modigliani (1918 - 1984)                                                                                              | Jeanne Modigliani (1918 - 1984)                                                                                              | Jeanne Modigliani (1918 - 1984)                                                                                              | Jeanne Modigliani (1918 - 1984)                                                                                              |  |  | Mario Levi (1905 - 1973) | Mario Levi (1905 - 1973) | Mario Levi (1905 - 1973) | Mario Levi (1905 - 1973) | Mario Levi (1905 - 1973)                          | Mario Levi (1905 - 1973)                          |                                                   |                                                   | Alberto Levi (1909 - 1969) Medico e sindacalista  | Alberto Levi (1909 - 1969) Medico e sindacalista  | Alberto Levi (1909 - 1969) Medico e sindacalista | Alberto Levi (1909 - 1969) Medico e sindacalista | Alberto Levi (1909 - 1969) Medico e sindacalista                                                                                          | Alberto Levi (1909 - 1969) Medico e sindacalista                                                                                          | | | Gino Levi Martinoli (1901 - 1996) Dirigente * Direttore tecnico della Olivetti, A.D. dell'Agip Nucleare * Fondatore e direttore del CENSIS | Gino Levi Martinoli (1901 - 1996) Dirigente * Direttore tecnico della Olivetti, A.D. dell'Agip Nucleare * Fondatore e direttore del CENSIS | Gino Levi Martinoli (1901 - 1996) Dirigente * Direttore tecnico della Olivetti, A.D. dell'Agip Nucleare * Fondatore e direttore del CENSIS | Gino Levi Martinoli (1901 - 1996) Dirigente * Direttore tecnico della Olivetti, A.D. dell'Agip Nucleare * Fondatore e direttore del CENSIS | Gino Levi Martinoli (1901 - 1996) Dirigente * Direttore tecnico della Olivetti, A.D. dell'Agip Nucleare * Fondatore e direttore del CENSIS | Gino Levi Martinoli (1901 - 1996) Dirigente * Direttore tecnico della Olivetti, A.D. dell'Agip Nucleare * Fondatore e direttore del CENSIS |                     |                     | Natalia Ginzburg (1916 - 1991) Scrittrice e deputata *Rifiutò la pubblicazione per Einaudi di Se questo è un uomo di Primo Levi | Natalia Ginzburg (1916 - 1991) Scrittrice e deputata *Rifiutò la pubblicazione per Einaudi di Se questo è un uomo di Primo Levi | Natalia Ginzburg (1916 - 1991) Scrittrice e deputata *Rifiutò la pubblicazione per Einaudi di Se questo è un uomo di Primo Levi | Natalia Ginzburg (1916 - 1991) Scrittrice e deputata *Rifiutò la pubblicazione per Einaudi di Se questo è un uomo di Primo Levi | Natalia Ginzburg (1916 - 1991) Scrittrice e deputata *Rifiutò la pubblicazione per Einaudi di Se questo è un uomo di Primo Levi | Natalia Ginzburg (1916 - 1991) Scrittrice e deputata *Rifiutò la pubblicazione per Einaudi di Se questo è un uomo di Primo Levi |                               |                               |                               |                               |                               |                               | Leone Ginzburg (1909 - 1944) Letterato e antifascista | Leone Ginzburg (1909 - 1944) Letterato e antifascista | Leone Ginzburg (1909 - 1944) Letterato e antifascista | Leone Ginzburg (1909 - 1944) Letterato e antifascista | Leone Ginzburg (1909 - 1944) Letterato e antifascista | Leone Ginzburg (1909 - 1944) Letterato e antifascista |                                        |                                        | Paola Levi Olivetti (? - 1986)                         | Paola Levi Olivetti (? - 1986)                         | Paola Levi Olivetti (? - 1986)                         | Paola Levi Olivetti (? - 1986)                         | Paola Levi Olivetti (? - 1986)                         | Paola Levi Olivetti (? - 1986)                         |                                                   |                                                   |  |  | Adriano Olivetti (1901 - 1960) Imprenditore e politico * Direttore della Olivetti dal 1932 Fondatore del Movimento Comunità | Adriano Olivetti (1901 - 1960) Imprenditore e politico * Direttore della Olivetti dal 1932 Fondatore del Movimento Comunità | Adriano Olivetti (1901 - 1960) Imprenditore e politico * Direttore della Olivetti dal 1932 Fondatore del Movimento Comunità | Adriano Olivetti (1901 - 1960) Imprenditore e politico * Direttore della Olivetti dal 1932 Fondatore del Movimento Comunità | Adriano Olivetti (1901 - 1960) Imprenditore e politico * Direttore della Olivetti dal 1932 Fondatore del Movimento Comunità | Adriano Olivetti (1901 - 1960) Imprenditore e politico * Direttore della Olivetti dal 1932 Fondatore del Movimento Comunità |  |  |  |  |                 |  |  |  |  |  |  |  |  |  |  |  |  |  |  |  |  |  |  |  |  |  |
|  |  | | | | | | |  |  |                          |                          |                          |                          |                                                   |                                                   |                                                   |                                                   |                                                   |                                                   |                                                  |                                                  | | | | | | | | | | |                     |                     | | | | | | |                               |                               |                               |                               |                               |                               |                                                       |                                                       |                                                       |                                                       |                                                       |                                                       |                                        |                                        |                                                        |                                                        |                                                        |                                                        |                                                        |                                                        |                                                   |                                                   |  |  | | | | | | |  |  |  |  |                 |  |  |  |  |  |  |  |  |  |  |  |  |  |  |  |  |  |  |  |  |  |
|  |  | | | | | | |  |  |                          |                          |                          |                          |                                                   |                                                   |                                                   |                                                   |                                                   |                                                   |                                                  |                                                  | | | | | | | | | | |                     |                     | | | | | | |                               |                               |                               |                               |                               |                               |                                                       |                                                       |                                                       |                                                       |                                                       |                                                       |                                        |                                        |                                                        |                                                        |                                                        |                                                        |                                                        |                                                        |                                                   |                                                   |  |  | | | | | | |  |  |  |  | Famiglia Treves |  |  |  |  |  |  |  |  |  |  |  |  |  |  |  |  |  |  |  |  |  |
|  |  | | | | | | |  |  |                          |                          |                          |                          |                                                   |                                                   |                                                   |                                                   |                                                   |                                                   |                                                  |                                                  | | | | | | | | | | |                     |                     | | | | | | |                               |                               |                               |                               |                               |                               |                                                       |                                                       |                                                       |                                                       |                                                       |                                                       |                                        |                                        |                                                        |                                                        |                                                        |                                                        |                                                        |                                                        |                                                   |                                                   |  |  | | | | | | |  |  |  |  |                 |  |  |  |  |  |  |  |  |  |  |  |  |  |  |  |  |  |  |  |  |  |
|  |  | | | | | | |  |  |                          |                          |                          |                          |                                                   |                                                   |                                                   |                                                   |                                                   |                                                   |                                                  |                                                  | | | | | | | | | | |                     |                     | | | | | | |                               |                               |                               |                               |                               |                               |                                                       |                                                       |                                                       |                                                       |                                                       |                                                       |                                        |                                        |                                                        |                                                        |                                                        |                                                        |                                                        |                                                        |                                                   |                                                   |  |  | | | | | | |  |  |  |  |                 |  |  |  |  |  |  |  |  |  |  |  |  |  |  |  |  |  |  |  |  |  |
|  |  | | | | | | |  |  |                          |                          |                          |                          |                                                   |                                                   |                                                   |                                                   |                                                   |                                                   |                                                  |                                                  | | | | | Antonio Baldini (1889 - 1962) Giornalista e scrittore                                                                                      | Antonio Baldini (1889 - 1962) Giornalista e scrittore                                                                                      | Antonio Baldini (1889 - 1962) Giornalista e scrittore                                                                                      | Antonio Baldini (1889 - 1962) Giornalista e scrittore                                                                                      | Antonio Baldini (1889 - 1962) Giornalista e scrittore                                                                                      | Antonio Baldini (1889 - 1962) Giornalista e scrittore                                                                                      |                     |                     | | | | | | |                               |                               |                               |                               |                               |                               | * Andrea * Alessandra                                 | * Andrea * Alessandra                                 | * Andrea * Alessandra                                 | * Andrea * Alessandra                                 | * Andrea * Alessandra                                 | * Andrea * Alessandra                                 |                                        |                                        | Manlio Rossi-Doria (1905 - 1988) economista e politico | Manlio Rossi-Doria (1905 - 1988) economista e politico | Manlio Rossi-Doria (1905 - 1988) economista e politico | Manlio Rossi-Doria (1905 - 1988) economista e politico | Manlio Rossi-Doria (1905 - 1988) economista e politico | Manlio Rossi-Doria (1905 - 1988) economista e politico |                                                   |                                                   |  |  | Carlo Levi (1902 - 1975) Scrittore e pittore *Autore de Cristo si è fermato a Eboli                                         | Carlo Levi (1902 - 1975) Scrittore e pittore *Autore de Cristo si è fermato a Eboli                                         | Carlo Levi (1902 - 1975) Scrittore e pittore *Autore de Cristo si è fermato a Eboli                                         | Carlo Levi (1902 - 1975) Scrittore e pittore *Autore de Cristo si è fermato a Eboli                                         | Carlo Levi (1902 - 1975) Scrittore e pittore *Autore de Cristo si è fermato a Eboli                                         | Carlo Levi (1902 - 1975) Scrittore e pittore *Autore de Cristo si è fermato a Eboli                                         |  |  |  |  |                 |  |  |  |  |  |  |  |  |  |  |  |  |  |  |  |  |  |  |  |  |  |
|  |  | | | | | | |  |  |                          |                          |                          |                          |                                                   |                                                   |                                                   |                                                   |                                                   |                                                   |                                                  |                                                  | | | | | Antonio Baldini (1889 - 1962) Giornalista e scrittore                                                                                      | Antonio Baldini (1889 - 1962) Giornalista e scrittore                                                                                      | Antonio Baldini (1889 - 1962) Giornalista e scrittore                                                                                      | Antonio Baldini (1889 - 1962) Giornalista e scrittore                                                                                      | Antonio Baldini (1889 - 1962) Giornalista e scrittore                                                                                      | Antonio Baldini (1889 - 1962) Giornalista e scrittore                                                                                      |                     |                     | | | | | | |                               |                               |                               |                               |                               |                               | * Andrea * Alessandra                                 | * Andrea * Alessandra                                 | * Andrea * Alessandra                                 | * Andrea * Alessandra                                 | * Andrea * Alessandra                                 | * Andrea * Alessandra                                 |                                        |                                        | Manlio Rossi-Doria (1905 - 1988) economista e politico | Manlio Rossi-Doria (1905 - 1988) economista e politico | Manlio Rossi-Doria (1905 - 1988) economista e politico | Manlio Rossi-Doria (1905 - 1988) economista e politico | Manlio Rossi-Doria (1905 - 1988) economista e politico | Manlio Rossi-Doria (1905 - 1988) economista e politico |                                                   |                                                   |  |  | Carlo Levi (1902 - 1975) Scrittore e pittore *Autore de Cristo si è fermato a Eboli                                         | Carlo Levi (1902 - 1975) Scrittore e pittore *Autore de Cristo si è fermato a Eboli                                         | Carlo Levi (1902 - 1975) Scrittore e pittore *Autore de Cristo si è fermato a Eboli                                         | Carlo Levi (1902 - 1975) Scrittore e pittore *Autore de Cristo si è fermato a Eboli                                         | Carlo Levi (1902 - 1975) Scrittore e pittore *Autore de Cristo si è fermato a Eboli                                         | Carlo Levi (1902 - 1975) Scrittore e pittore *Autore de Cristo si è fermato a Eboli                                         |  |  |  |  |                 |  |  |  |  |  |  |  |  |  |  |  |  |  |  |  |  |  |  |  |  |  |
|  |  | | | | | | |  |  |                          |                          |                          |                          |                                                   |                                                   |                                                   |                                                   |                                                   |                                                   |                                                  |                                                  | | | | | | | | | | |                     |                     | | | | | | |                               |                               |                               |                               |                               |                               |                                                       |                                                       |                                                       |                                                       |                                                       |                                                       |                                        |                                        |                                                        |                                                        |                                                        |                                                        |                                                        |                                                        |                                                   |                                                   |  |  | | | | | | |  |  |  |  |                 |  |  |  |  |  |  |  |  |  |  |  |  |  |  |  |  |  |  |  |  |  |
|  |  | | | | | | |  |  |                          |                          |                          |                          |                                                   |                                                   |                                                   |                                                   |                                                   |                                                   |                                                  |                                                  | | | | | Gabriele Baldini (1919 - 1969) Scrittore e anglista                                                                                        | Gabriele Baldini (1919 - 1969) Scrittore e anglista                                                                                        | Gabriele Baldini (1919 - 1969) Scrittore e anglista                                                                                        | Gabriele Baldini (1919 - 1969) Scrittore e anglista                                                                                        | Gabriele Baldini (1919 - 1969) Scrittore e anglista                                                                                        | Gabriele Baldini (1919 - 1969) Scrittore e anglista                                                                                        |                     |                     | | | | | | | Carlo Ginzburg (1939) Storico | Carlo Ginzburg (1939) Storico | Carlo Ginzburg (1939) Storico | Carlo Ginzburg (1939) Storico | Carlo Ginzburg (1939) Storico | Carlo Ginzburg (1939) Storico |                                                       |                                                       | Anna Rossi-Doria (1938 - 2017) Storica                | Anna Rossi-Doria (1938 - 2017) Storica                | Anna Rossi-Doria (1938 - 2017) Storica                | Anna Rossi-Doria (1938 - 2017) Storica                | Anna Rossi-Doria (1938 - 2017) Storica | Anna Rossi-Doria (1938 - 2017) Storica |                                                        |                                                        | Marco Rossi-Doria (1954) Insegnante e politico         | Marco Rossi-Doria (1954) Insegnante e politico         | Marco Rossi-Doria (1954) Insegnante e politico         | Marco Rossi-Doria (1954) Insegnante e politico         | Marco Rossi-Doria (1954) Insegnante e politico    | Marco Rossi-Doria (1954) Insegnante e politico    |  |  | | | | | | |  |  |  |  |                 |  |  |  |  |  |  |  |  |  |  |  |  |  |  |  |  |  |  |  |  |  |
|  |  | | | | | | |  |  |                          |                          |                          |                          |                                                   |                                                   |                                                   |                                                   |                                                   |                                                   |                                                  |                                                  | | | | | Gabriele Baldini (1919 - 1969) Scrittore e anglista                                                                                        | Gabriele Baldini (1919 - 1969) Scrittore e anglista                                                                                        | Gabriele Baldini (1919 - 1969) Scrittore e anglista                                                                                        | Gabriele Baldini (1919 - 1969) Scrittore e anglista                                                                                        | Gabriele Baldini (1919 - 1969) Scrittore e anglista                                                                                        | Gabriele Baldini (1919 - 1969) Scrittore e anglista                                                                                        |                     |                     | | | | | | | Carlo Ginzburg (1939) Storico | Carlo Ginzburg (1939) Storico | Carlo Ginzburg (1939) Storico | Carlo Ginzburg (1939) Storico | Carlo Ginzburg (1939) Storico | Carlo Ginzburg (1939) Storico |                                                       |                                                       | Anna Rossi-Doria (1938 - 2017) Storica                | Anna Rossi-Doria (1938 - 2017) Storica                | Anna Rossi-Doria (1938 - 2017) Storica                | Anna Rossi-Doria (1938 - 2017) Storica                | Anna Rossi-Doria (1938 - 2017) Storica | Anna Rossi-Doria (1938 - 2017) Storica |                                                        |                                                        | Marco Rossi-Doria (1954) Insegnante e politico         | Marco Rossi-Doria (1954) Insegnante e politico         | Marco Rossi-Doria (1954) Insegnante e politico         | Marco Rossi-Doria (1954) Insegnante e politico         | Marco Rossi-Doria (1954) Insegnante e politico    | Marco Rossi-Doria (1954) Insegnante e politico    |  |  | | | | | | |  |  |  |  |                 |  |  |  |  |  |  |  |  |  |  |  |  |  |  |  |  |  |  |  |  |  |
|  |  | | | | | | |  |  |                          |                          |                          |                          |                                                   |                                                   |                                                   |                                                   |                                                   |                                                   |                                                  |                                                  | | | | | | | | | | |                     |                     | | | | | | |                               |                               |                               |                               |                               |                               |                                                       |                                                       |                                                       |                                                       |                                                       |                                                       |                                        |                                        |                                                        |                                                        |                                                        |                                                        |                                                        |                                                        |                                                   |                                                   |  |  | | | | | | |  |  |  |  |                 |  |  |  |  |  |  |  |  |  |  |  |  |  |  |  |  |  |  |  |  |  |
|  |  | | | | | | |  |  |                          |                          |                          |                          |                                                   |                                                   |                                                   |                                                   |                                                   |                                                   |                                                  |                                                  | | | | | | | | | | |                     |                     | | | | | | |                               |                               |                               |                               |                               |                               |                                                       |                                                       |                                                       |                                                       |                                                       |                                                       |                                        |                                        |                                                        |                                                        |                                                        |                                                        |                                                        |                                                        |                                                   |                                                   |  |  | | | | | | |  |  |  |  |                 |  |  |  |  |  |  |  |  |  |  |  |  |  |  |  |  |  |  |  |  |  |
|  |  | | | | | | |  |  |                          |                          |                          |                          |                                                   |                                                   |                                                   |                                                   |                                                   |                                                   |                                                  |                                                  | | | | | | | | | * Susanna * Antonio | * Susanna * Antonio | * Susanna * Antonio | * Susanna * Antonio | * Susanna * Antonio | * Susanna * Antonio | | | | | Silvia Ginzburg               | Silvia Ginzburg               | Silvia Ginzburg               | Silvia Ginzburg               | Silvia Ginzburg               | Silvia Ginzburg               |                                                       |                                                       | Lisa Ginzburg (1966) Scrittrice                       | Lisa Ginzburg (1966) Scrittrice                       | Lisa Ginzburg (1966) Scrittrice                       | Lisa Ginzburg (1966) Scrittrice                       | Lisa Ginzburg (1966) Scrittrice        | Lisa Ginzburg (1966) Scrittrice        |                                                        |                                                        | Claudio Pavone (1920 - 2016) Storico e archivista      | Claudio Pavone (1920 - 2016) Storico e archivista      | Claudio Pavone (1920 - 2016) Storico e archivista      | Claudio Pavone (1920 - 2016) Storico e archivista      | Claudio Pavone (1920 - 2016) Storico e archivista | Claudio Pavone (1920 - 2016) Storico e archivista |  |  | | | | | | |  |  |  |  |                 |  |  |  |  |  |  |  |  |  |  |  |  |  |  |  |  |  |  |  |  |  |
|  |  | | | | | | |  |  |                          |                          |                          |                          |                                                   |                                                   |                                                   |                                                   |                                                   |                                                   |                                                  |                                                  | | | | | | | | | * Susanna * Antonio | * Susanna * Antonio | * Susanna * Antonio | * Susanna * Antonio | * Susanna * Antonio | * Susanna * Antonio | | | | | Silvia Ginzburg               | Silvia Ginzburg               | Silvia Ginzburg               | Silvia Ginzburg               | Silvia Ginzburg               | Silvia Ginzburg               |                                                       |                                                       | Lisa Ginzburg (1966) Scrittrice                       | Lisa Ginzburg (1966) Scrittrice                       | Lisa Ginzburg (1966) Scrittrice                       | Lisa Ginzburg (1966) Scrittrice                       | Lisa Ginzburg (1966) Scrittrice        | Lisa Ginzburg (1966) Scrittrice        |                                                        |                                                        | Claudio Pavone (1920 - 2016) Storico e archivista      | Claudio Pavone (1920 - 2016) Storico e archivista      | Claudio Pavone (1920 - 2016) Storico e archivista      | Claudio Pavone (1920 - 2016) Storico e archivista      | Claudio Pavone (1920 - 2016) Storico e archivista | Claudio Pavone (1920 - 2016) Storico e archivista |  |  | | | | | | |  |  |  |  |                 |  |  |  |  |  |  |  |  |  |  |  |  |  |  |  |  |  |  |  |  |  |